# Mastino II della Scala

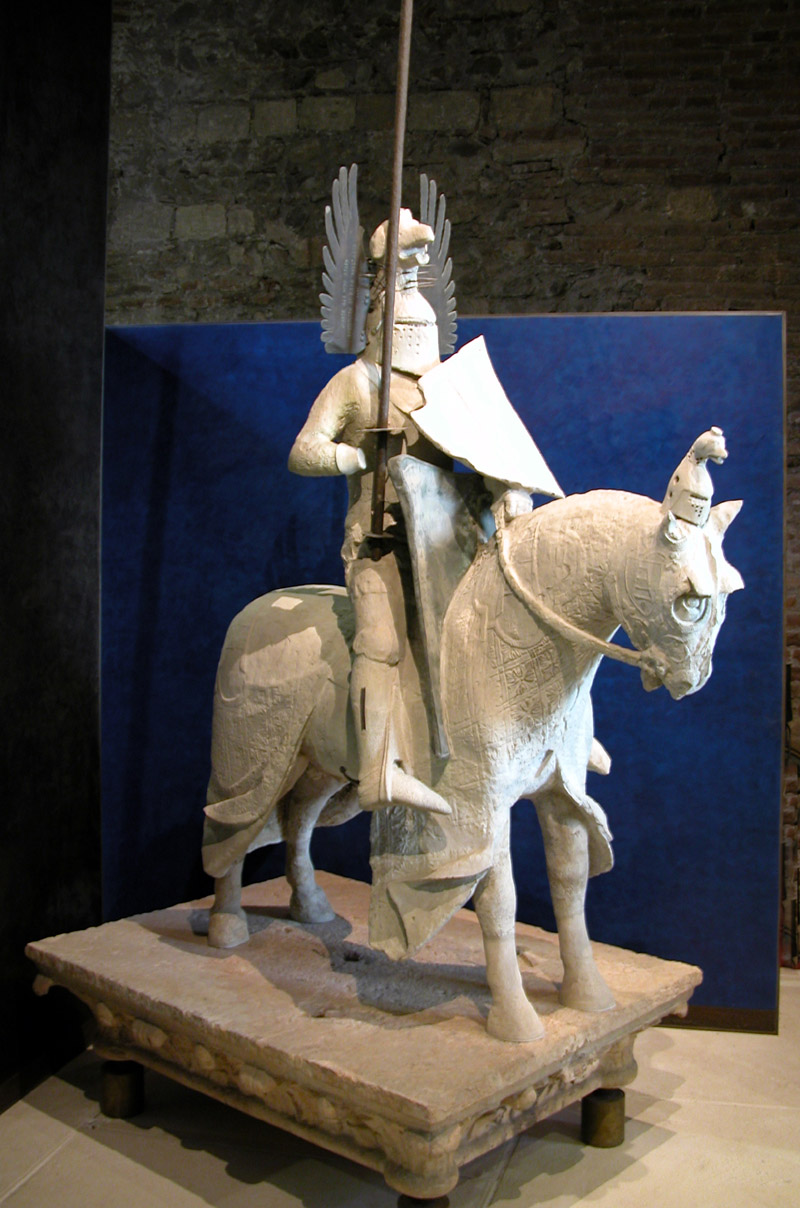
Mastino II della Scala

Mastino II (1308–1351), władca Werony z rodu Della Scala. W trakcie jego rządów wpływy rodu osiągnęły apogeum obejmując Brescię, Parmę i Lukkę. W 1339 roku na mocy pokoju zawartego w Wenecji został zmuszony do oddania części wpływów lidze tyranów lombardzkich.